# 天使の初恋
「天使の初恋」（てんしのはつこい）は、1973年5月にリリースされた桜田淳子の2枚目のシングルである。

## 収録曲
- 全曲作詞：阿久悠／作曲：中村泰士／編曲：高田弘

1. 天使の初恋 (2分5秒)
2. 虹のほほえみ (2分52秒)